# Francis Sparshott

## Biografia
Francis Edward Sparshott nasceu em Chatham, Inglaterra e, estudou na Universidade de Oxford.
Filósofo de profissão e poeta por inclinação, Sparshott foi professor de filosofia na Universidade de Toronto (1950-91) e presidente da Liga de Poetas Canadianos (1977-79). Publicou em Novembro de 1982 The Theory of the Arts, obra que inspirou Ralph Smith a enquadrar o seu conceito de Experiência Estética.
Assim Sparshott considera como objectivo principal da educação artística, desenvolver a capacidade de apreciar excelência na arte pelo bem da merecida experiência que essa apreciação pode proporcionar.
É assim que Ralph Smith define esta experiência como experiência estética. Segundo Smith, esta experiência não é proporcionada somente por obras de arte, com mais ou menos valor estético, mas tudo pode ser visto de um ponto de vista estético.
Contudo, salvo raras excepções, Smith reforça que as obras de arte são objectos altamente capazes de induzir experiências estéticas. Por outro lado a percepção estética acarreta mais que fenómenos superficiais, sensoriais, técnicos e formais; acompanha também significados expressivos e simbólicos. O valor estético de uma obra é intrínseco. Esse mesmo valor proporciona uma merecida experiência estética (extrínseca e subjectiva), carregada de sentimentos e significados.